# Sextília

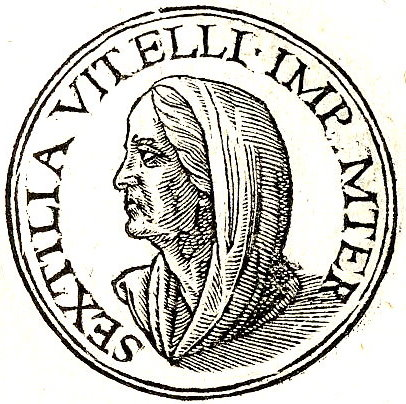
Imagem de Sextília, publicada em 1553 por Guillaume Rouille.

Sextília (m. 69) foi a mãe do imperador romano Vitélio e do cônsul Lúcio Vitélio. Contraiu casamento com o senador Lúcio Vitélio, íntimo amigo do imperador Cláudio. O seu marido ficou ao cargo de administrar a capital quando o imperador partiu para a Britânia; faleceria em 52, deixando sós à sua esposa e aos seus dois filhos. Diz-se que o horóscopo do dia em que nasceu Aulo era tão adverso que tanto Sextília quanto Lúcio trataram de impedir que iniciara uma carreira pública.

## Ascensão de Vitélio
Sextília e Galéria Fundana permaneceram em Roma quando Vitélio partiu para a Germânia. Embora Vitélio marchasse deixando a sua esposa numa situação econômica ruim, a sua mãe foi capaz de manter o controle sobre a sua própria riqueza, distanciando-se assim da derrocada financeira do seu filho. A 2 de janeiro de 69, após a morte de Galba, as tropas da Germânia Inferior proclamaram Vitélio imperador.
Mais em resposta à flexível disciplina que impunha entre a tropa que à sua capacidade como líder, era muito querido entre os exércitos da província. Os seus soldados conferiram-lhe o título de Germânico em lembrança ao comandante homônimo. Diz-se que quando Sextília ficou a saber da ascensão ao poder do seu filho disse que "suportava os excessos de Vitélio, não os de Germânico".
Quando Otão ascendeu ao poder, tanto Sextília quanto a sua nora encontravam-se em perigo. Afirma-se que Vitélio escreveu ao irmão de Otão uma carta na que dizia que seria assassinado caso alguma das suas mulheres sofrer algum dano. Na prática é provável que Sextília gozasse de contatos no acampamento do rival do seu filho.
Após a derrota de Otão na Primeira Batalha de Bedríaco, Vitélio, o novo imperador, acudiu ao encontro da sua mãe e declarou-a Augusta.

## Morte
O historiador Suetônio afirma que o seu filho deixou sua mãe falecer de fome com o fim de cumprir uma predição formulada por uma mulher da tribo dos catos; este augúrio garantia um longo e próspero reinado se sobrevivia à anciã.